# Vitória da Conquista
Vitória da Conquista är en stad och kommun i östra Brasilien och ligger i delstaten Bahia. Den är delstatens tredje största stad och kommunen har cirka 340 000 invånare.

## Administrativ indelning
Kommunen var år 2010 indelad i tolv distrikt:
- Bate-Pé
- Cabeceira da Jiboia
- Cercadinho
- Dantilândia
- Iguá
- Inhobim
- José Gonçalves
- Pradoso
- São João da Vitória
- São Sebastião
- Veredinha
- Vitória da Conquista

## Befolkningsutveckling
| Område              | Areal (km²)   | Invånarantal 1 augusti 2000 | Invånarantal 1 augusti 2010 | Invånarantal 1 juli 2014 |
| ------------------- | ------------- | --------------------------- | --------------------------- | ------------------------ |
| Kommun              | 3 204,26      | 262 494                     | 306 866                     | 340 199                  |
| Urban befolkning    | Ingen uppgift | 225 545                     | 274 739                     | Ingen uppgift            |
| ...varav centralort | Ingen uppgift | 215 182                     | 260                         | Ingen uppgift            |